# 螢草 (葉室麟)
『螢草』（ほたるぐさ）は、 葉室麟による長編時代小説。『小説推理』2011年11月号から2012年7月号に連載され、2012年12月21日に双葉社より刊行された。父が無実の罪で切腹し出自を隠して16歳で奉公に上がった主人公・菜々が、奉公先の主人が無実の罪を着せられその中心に父の仇敵がいることを知って、奉公先の幼子を守りつつ仇討ちのため孤軍奮闘する姿を描く。
2013年にNHKラジオ第1「新日曜名作座」にてラジオドラマ化、2019年に『螢草 菜々の剣』と題しNHK BSプレミアム「BS時代劇」にてテレビドラマ化された。

## あらすじ
風早家に住み込みの女中として働き始めた菜々は、実は武士の娘だがその事実は隠している。父・安坂長七郎は鏑木藩藩士であったが、城中で同役の藩士と口論になり刃傷沙汰を起こし切腹したため、素性がばれると面倒なことになるかもしれない、と叔父に言われているからだ。だが、風早家の当主・市之進が傾きかけた藩政を立て直すべく改革を推し進めようとしているのを牽制し妨害しているのが、父の仇である轟平九郎であると知り、菜々はいつか父の仇を討ちたいと、考えるようになる。
剣術指南役の壇浦五平衛の元で密かに剣術を習い始めた矢先、病気で臥せっていた市之進の妻の佐知が他界し、菜々は自分が市之進やその子供たちを支えていかなければいけない、と決意する。
そんな折、市之進は轟の罠にはまり、闇討ちを画策した罪で裁きを受けることになった。市之進は菜々の素性を知っていたことを打ち明け、菜々の父・長七郎が切腹に追い込まれたのは、何か不正の証拠となるものを握っていたからではないか、と菜々に尋ねる。だが菜々には心当たりがなく、なす術もないまま、数日後に市之進は投獄されてしまう。
屋敷も召し上げられてしまい、菜々は残された子供二人とともに以前から面識のある質屋のお舟を頼り、家を借りる。そこで、お舟や五平衛、近所に住む儒学者の節斎やヤクザ者の権蔵の助けを借りながら、自らも大八車を引いて野菜を売り歩き、幼い子供たちを養っていく。そうして日々の暮らしを続けるうち、父の遺品である和歌集の中から不正の証拠となる証文が出てきた。これで轟を失脚させ、市之進の無実も証明できることになったと喜んだのも束の間、轟に見つかり証文は燃やされてしまう。
菜々は起死回生の策として、近々催される御前試合で轟に仇討ちをすることを思いつく。相当な剣の使い手でもある轟を相手にするなど無謀だと誰もが止める中、菜々は決死の覚悟で轟と剣をあわせることになる。

## 登場人物
菜々（なな）〈16〉
鏑木藩藩士安坂長七郎の娘。父親亡きあとは母の実家で暮らしていたが、従兄である宗太郎との縁談が持ち上がり、兄妹のように育った宗太郎と結婚など考えられず、また叔母との折り合いが悪いこともあり、逃げるように風早家の住み込みの女中になった。父親の事は知られると面倒なことになるから、内密にしておくよう叔父に言われている。
風早市之進（かざはや いちのしん）〈25〉
鏑木藩上士。勘定方。藩校きっての秀才。藩内での輿望も高い。
佐知（さち）〈23〉
市之進の妻。菜々に裁縫を教えたり手習いを見たり姉のように接する。折りにつけ菜々に助言を与える。
正助（しょうすけ）〈4〉
市之進と佐知の息子。風早家の嫡男。菜々によく懐いている。
とよ〈3〉
市之進と佐知の娘。菜々によく懐いている。
甚兵衛（じんべえ）
風早家の家僕。菜々を孫娘のようにかわいがる。
安坂長七郎（あさか ちょうしちろう）
菜々の父親。鏑木藩藩士。故人。城中で同役の藩士と口論になり刃傷沙汰を起こし、切腹。
五月（さつき）
菜々の母親。故人。安坂家が取り潰しとなったあとは実家である赤村の庄屋を務める半左衛門のもとで菜々とともにひっそりと暮らしていた。安坂家の再興を望み、菜々に読み書きや武家の娘としての行儀作法をしつけた。時として、「あなたの父上は刃傷沙汰を起こすような人ではない」「何か相当の理由があったはず」と菜々に言い聞かせ、仇討ちについても漏らしていた。
秀平
赤村の庄屋、半左衛門の息子。半左衛門亡き後は跡を継いで庄屋を務めている。五月の弟。
宗太郎
秀平の息子。幼い頃から菜々に好意を抱いていた。
轟平九郎（とどろき へいくろう）
安坂長七郎の口論の相手で、長七郎を切腹に追いやった張本人。
壇浦五平衛（だんのうら ごへえ）
鏑木藩で剣術指南役を召抱えるという話を聞いてはるばるやって来た浪人。柳生新陰流の免許皆伝。空腹のため道端に倒れこんでいるところを菜々に助けられだんごを奢ってもらった。菜々には「だんご平衛さん」と呼ばれている。
田所与六（たどころ よろく）
市之進の叔父。御蔵番の田所家の養子となっている。なにかとうるさく風早家に口を挟んでくる。また金の無心をすることもある。
滝（たき）
与六の妻。
お舟
質屋「枡屋」の女主人。元は芸者。佐知の薬代のために、市之進から預かった茶碗を菜々が質入したことが縁で知り合った。菜々にはいつも髑髏を白く染め抜いた長羽織を着ているから、「おほねさん」と呼ばれている。
湧田の権蔵（わくた の ごんぞう）
行商や物売りを取り仕切っているヤクザの親分。場所代を取り立てに来て菜々と諍いになったが、止めに入ったとよのおかげで心を入れ替え、菜々たちの世話を焼くようになる。菜々には「らくだの親分」と呼ばれている。
桂木仙之助（かつらぎ せんのすけ）
たびたび風早家を訪れる若侍。他の侍が菜々を「田舎娘」と揶揄するなか、仙之助だけが菜々の肩をもった。
椎上節斎（しいがみ せっさい）
儒学者。「枡屋」の裏手に住んでいて、藩士の子弟のための塾を開いている。菜々には「死神せんせい」と呼ばれている。

## 書誌情報
- 螢草（2012年12月21日、双葉社、ISBN 978-4-575-23798-6）
- 螢草（2015年11月12日、双葉文庫、ISBN 978-4-575-66747-9）

## ラジオドラマ
山本雄史の脚色でラジオドラマ化され、NHKラジオ第1「新日曜名作座」にて2013年5月26日から6月30日まで毎週日曜日の19時20分から19時50分に放送された。連続6回。

### キャスト（ラジオドラマ）
- 西田敏行
- 竹下景子

### スタッフ（ラジオドラマ）
- 原作 - 葉室麟
- 脚色 - 山本雄史
- 音楽 - 池辺晋一郎
- 演出 - 川口泰典
- 技術 - 徐景、糸林薫
- 音響効果 - 菅野秀典

## テレビドラマ
『螢草 菜々の剣』（ほたるぐさ ななのけん）と題してテレビドラマ化され、NHK BSプレミアム「BS時代劇」にて2019年7月26日から9月6日まで放送された。連続7回。主演は清原果耶で、本作が初の本格時代劇挑戦であり、時代劇初主演となった。
NHK BS4Kにて2019年7月24日から9月4日まで毎週水曜日の18時から18時43分に先行放送された。
NHK総合「土曜時代ドラマ」にて2020年1月25日から3月21日まで、「BS時代劇」とは編集や音の入れ方が異なる38分の再編集版で放送された。

### キャスト（テレビドラマ）

#### 主要人物
- 菜々 - 清原果耶[9]（幼少期：西冨あさ希）
- 風早市之進 - 町田啓太[9]
- 佐知 - 谷村美月[9]
- 轟平九郎 - 北村有起哉[9]（幼少期：小岸洸琉）

#### その他
- 甚兵衛 - 苅谷俊介
- 雪江 - 南沢奈央
- 壇浦五兵衛（だんご兵衛） - 松尾諭
- 舟（お骨さん） - 濱田マリ
- 湧田の権蔵（らくだの親分） - 宇梶剛士
- 桂木仙之助 - 高田翔
- 宗太郎 - 松大航也
- 鏑木勝豊 - 中山麻聖
- 五月 - 奥貫薫
- 安坂長七郎 - 川口覚
- 正助 - 山下心煌
- とよ - 田中乃愛
- 秀平 - 阿南健治
- 勝 - 黒田こらん
- 田所与六 - 中村育二
- 滝 - 阿知波悟美
- 榊佐十郎 - 長谷川公彦
- 宮田笙兵衛 - 野添義弘
- 斉藤清兵衛 - 近江谷太朗
- 鏑木勝重 - 中原丈雄
- 椎上節斎（死神先生） - 石橋蓮司
- 柚木弥左衛門 - イッセー尾形
- 日向屋孫右衛門 - 本田博太郎

### スタッフ（テレビドラマ）
- 原作 - 葉室麟
- 脚本 - 渡邉睦月、森脇京子
- 音楽 - Evan Call
- 時代考証 - 河合敦
- 所作指導 - 花柳寿楽
- 殺陣指導 - 久世浩
- 演出 - 岡田健、黛りんたろう、鹿島悠
- 制作統括 - 陸田元一（NHKエンタープライズ）、土屋勝裕（NHK）
- 制作 - NHKエンタープライズ
- 制作・著作 - NHK

### 放送日程
| 放送回 | 放送日        | 放送日        | 放送日        | サブタイトル      | サブタイトル     | 脚本     | 演出         | 視聴率 |
| 放送回 | BSプレミアム  | BS4K          | 総合          | BSプレミアム/BS4K | 総合             | 脚本     | 演出         | 視聴率 |
| ------ | ------------- | ------------- | ------------- | ----------------- | ---------------- | -------- | ------------ | ------ |
| 第1回  | 2019年7月26日 | 2019年7月24日 | 2020年1月25日 | 武家の娘          | 父の仇（かたき） | 渡邉睦月 | 岡田健       | 9.5%   |
| 第2回  | 8月02日       | 7月31日       | 2月01日       | 父の仇（かたき）  | 初めての立ち合い | 渡邉睦月 | 岡田健       | 7.3%   |
| 第3回  | 8月09日       | 8月07日       | 2月08日       | 忍び寄る影        | 忍び寄る影       | 渡邉睦月 | 黛りんたろう | 7.3%   |
| 第4回  | 8月16日       | 8月14日       | 2月15日       | 別れ              | 別れ             | 森脇京子 | 黛りんたろう | 7.6%   |
| 第5回  | 8月23日       | 8月21日       | 2月22日       | 希望の光          | 希望の光         | 森脇京子 | 鹿島悠       | 8.7%   |
| 第6回  | 8月30日       | 8月28日       | 3月07日       | 偽りの告白        | 偽りの告白       | 森脇京子 | 鹿島悠       | 7.2%   |
| 最終回 | 9月06日       | 9月04日       | 3月21日       | いのちの剣        | いのちの剣       | 森脇京子 | 岡田健       | 10.0%  |

BS時代劇（BSプレミアム）
- 第2回は1時間30分遅れ（21:30 - 22:13）で放送。
- 第4回は1時間遅れ（21:00 - 21:43）で放送。

土曜時代ドラマ（総合）
- 2月29日は新型コロナウイルス感染症の感染拡大に伴う『ニュース「安倍首相記者会見」』（18:00 - 18:43）にて安倍首相記者会見の模様を放送するため放送休止。
- 3月14日は新型コロナウイルス感染症の感染拡大に伴う『ニュース「安倍首相記者会見」』（18:00 - 18:45）放送のため放送休止。

### 関連商品
CD
- Evan Call『NHK BS時代劇「螢草 菜々の剣」オリジナル・サウンドトラック』（2019年9月4日、アイデアルミュージック、NGCS-1100）

| NHK BSプレミアム BS時代劇                    | NHK BSプレミアム BS時代劇                 | NHK BSプレミアム BS時代劇                                |
| 前番組                                       | 番組名                                    | 次番組                                                   |
| -------------------------------------------- | ----------------------------------------- | -------------------------------------------------------- |
| 大富豪同心 （2019年5月10日 - 7月12日）       | 螢草 菜々の剣 （2019年7月26日 - 9月6日）  | 子連れ信兵衛2（アンコール） （2019年9月13日 - 10月25日） |
| NHK総合 土曜時代ドラマ                       |                                           |                                                          |
| 大富豪同心 （2019年10月5日 - 2020年1月11日） | 螢草 菜々の剣 （2020年1月25日 - 3月21日） | 雲霧仁左衛門3 （2020年4月11日 - ）                       |